# Eve Hewson
Eve Hewson, właśc. Memphis Eve Sunny Day Hewson (ur. 7 lipca 1991 w Dublinie) – irlandzka aktorka.

## Życiorys
Memphis Eve Hewson urodziła się 7 lipca 1991 roku w Dublinie jako drugie dziecko Bono i Ali Hewson. Uczyła się w St. Andrew's College w Dublinie, a potem studiowała na New York University.

## Filmografia
Filmy
- 2008 The 27 Club jako Stella
- 2011 Wszystkie odloty Cheyenne’a (This Must Be the Place) jako Mary
- 2013 Ani słowa więcej (Enough Said) jako Tess
- 2013 Więzy krwi (Blood Ties) jako Yvonne
- 2014 Most szpiegów jako Carol Donovan
- 2017 Papillon jako Nenette
- 2017 Paper Year jako Franny Winters
- 2018 Robin Hood: Początek jako Marian
- 2019 Przygody młodego wilkołaka jako Rose
- 2020 Tesla jako Anne Morgan
- 2023 Flora i syn jako Flora

Seriale
- 2014-15 The Knick jako Lucy Elkins
- 2020 Wszystko, co lśni jako Anna Wetherell
- 2021 Co kryją jej oczy jako Adele
- 2022 Siostry na zabój jako Becka Garvey
- 2024 Para idealna jako Amelia Sacks